# Sabrina Garciarena
Sabrina Garciarena (née le 19 juillet 1983 à Buenos Aires) est une actrice argentine.

## Filmographie
- 1998 : Verano del '98 (telenovela argentine)
- 2002 : Rebelde Way (feuilleton télévisé argentin)
- 2005 : Amor en custodia (telenovela argentine)
- 2010 : Terra ribelle de Cinzia TH Torrini
- 2011 : Physique ou Chimie (Física o química) (série télévisée espagnole)
- 2012 : Terra ribelle - Il nuovo mondo de Ambrogio Lo Giudice